# Parque nacional de los Montes Sibilinos
El parque nacional de los Montes Sibilinos es un parque nacional que se extiende a caballo de las regiones italianas de Umbría y las Marcas, entre las provincias de Ascoli Piceno, Fermo, Macerata y Perusa. El ente gestor del parque, Ente Parco Nazionale de los Montes Sibilinos, tiene su sede en Visso, MC. Se creó en el año 1993 y actualmente tiene más de 70 000 hectáreas.

## Fauna
- Rebeco de los Apeninos (ha sido reintroducido en 2008)
- Ciervo (ha sido reintroducido en 2005)
- Corzo
- Puercoespín crestado
- Búho real
- Águila real
- Halcón peregrino
- Víbora de Orsini
- Gato montés
- Lobo itálico

Un pequeño lago de origen glaciar llamado Pilato, dentro de un profundo valle en forma de U bajo el Monte Vettore, alberga un crustáceo endémico de este lugar, el Chirocephalus marchesonii.